# Діти Гуріна
«Діти Гуріна» (англ. The Children of Húrin)  — реконструкція незавершеного роману англійського письменника Дж. Р. Р. Толкіна, виконана його сином Крістофером. Толкін почав писати цю книжку в 1918 році і впродовж усього життя повертався до неї, однак не встиг її закінчити. Крістофер Толкін опрацював численні чорновики, і з власними стилістичними правками підготував книжку до видання.
Книжка вийшла друком 16 квітня 2007 року у видавництві «HarperCollins». У травні 2008 року «Астролябія» видала український переклад, на кілька місяців випередивши російське видавництво «АСТ» (переклад С. Ліхачової). «Діти Гуріна» українською переклала Катерина Оніщук, для якої це був «перший досвід перекладацької роботи.» Спочатку книжка продавалася в рекламній обгортці з написом: «Нова книга Дж. Р. Р. Толкіна, яка затьмарила славу „Гаррі Поттера“».

## Видання
Видавництвом «Астролябія» було здійснено 3 видання книжки:
- видання 1-ше (ISBN 978-966-8657-23-8), 2008 рік, наклад 3000 примірників, 320 сторінок;
- видання 2-ге (ISBN 978-966-8657-91-7), 2014 рік, 256 сторінок;
- видання 3-тє (ISBN 978-617-664-061-5), 2015 рік, 320 сторінок.